# San Pietro al Natisone
San Pietro al Natisone är en kommun i provinsen Udine i den italienska regionen Friuli-Venezia Giulia. Kommunen hade 2 134 invånare (2018).